# George Stevens Jr.
George Cooper Stevens Jr. (Los Angeles, 3 aprile 1932) è un produttore televisivo, sceneggiatore, regista e produttore cinematografico statunitense.

## Biografia
Nato a Hollywood, è figlio del regista premio Oscar George Stevens (1904-1975) e dell'attrice Yvonne Howell (1905-2010). Nel luglio 1965 ha sposato Elizabeth Guest.
Nel 1964 ha ricevuto una candidatura al Premio Oscar per il miglior documentario come produttore di The Five Cities of June.
È fondatore dell'American Film Institute.
Ha prodotto 80 film, documentari e serie tv.
Come produttore televisivo ha ricevuto undici Emmy, due premi Peabody Awards e otto Writers Guild of America Awards, tra cui l'annuale Kennedy Center Honors, separati ma uguali e l'omicidio di Mary Phagan.
Per la sua produzione di La sottile linea rossa è stato candidato a sette premi Oscar, tra cui Miglior Film.
È anche un drammaturgo, scrivendo Thurgood, la storia della vita di Thurgood Marshall, rappresentato a Broadway nel 2008.
Nel 2013 ha ricevuto il Premio Oscar alla carriera.

## Filmografia parziale

### Regista
- People (1957)
- Alfred Hitchcock presenta (1960-1961) - serie televisiva
- Separate But Equal (1991)

### Sceneggiatore
- The Kennedy Center Honors (1979-2012)
- Assassinio di Mary Phagan, (1988)
- Christmas in Washington (1994-2011)
- Thurgood (2009)

### Produttore
- Il diario di Anna Frank (1959)
- La più grande storia mai raccontata (1965)
- La sottile linea rossa (1998)